# Gangavadi, Nagamangala
Gangavadi là một làng thuộc tehsil Nagamangala, huyện Mandya, bang Karnataka, Ấn Độ.